# Out of the Silent Planet (Iron Maiden)
Out of the Silent Planet is een single van Iron Maiden, van het album Brave New World uit 2000.

## Overzicht
Op de single staan twee live nummers van de Ed Hunter tour en de video van "Out of the Silent Planet". De albumhoes is gemaakt door Mark Wilkinson. Volgens interviews met de bandleden is het nummer vooral beïnvloed door de sciencefictionfilm Forbidden Planet. De titel is een verwijzing naar het sciencefictionboek met dezelfde naam uit 1938 van C.S. Lewis. Het nummer werd zelden gespeeld tijdens de tournee, ook al was het een van de twee singles van het album.
De gitaarsolo is gespeeld door Janick Gers. De muziekvideo bestaat uit opnames van het Europese gedeelte van de tournee. De gewone single en de Limited Edition single zijn hetzelfde, wat ongebruikelijk is voor Iron Maiden.

## Tracklist
1. "Out of the Silent Planet" (Janick Gers, Steve Harris, Bruce Dickinson) - 4:10
2. "Wasted Years (Live - Filaforum, Milaan, Italië 23 september 1999)" (Adrian Smith) - 5:07
3. "Aces High (Live - Plaza Del Toros, Madrid, Spanje, 26 september 1999)" (Harris) - 5:24
4. "Out of the Silent Planet (video)" (Gers, Harris, Dickinson) - 4:10

## Bezetting
- Bruce Dickinson - zang
- Dave Murray - gitaar
- Adrian Smith - gitaar
- Janick Gers - gitaar
- Steve Harris - basgitaar
- Nicko McBrain - drums